# Длиннохвостый королевский тиранн
Длиннохвостый королевский тиранн (лат. Tyrannus forficatus) — вид певчих птиц из семейства тиранновые.

## Описание
У взрослых особей голова светло-серого цвета и тёмный клюв, грудь и брюхо светлое с лососево-розовыми боками. Спина и крылья тёмно-серые. Взрослые птицы имеют характерный длинный, раздвоенный хвост. У самцов он достигает 38 см в длину, у самок на 30 % короче. Размах крыльев 15 см, вес в среднем 43 грамма. Молодые птицы менее красочные и имеют более короткий хвост.
Длиннохвостый королевский тиранн обитает на открытых кустарниковых местностях в юго-центральной части штатов Техас, Оклахома, Канзас, в западной части Луизианы, Арканзаса и Миссури, на северо-востоке Мексики. На зимовку птицы мигрируют стаями до 1000 особей. Регион зимования охватывает территорию от юга Мексики до Панамы.
Питаются преимущественно насекомыми (кузнечики, мухи и стрекозы), поджидая добычу на насесте. Как правило, ловят насекомых в воздухе. Также в рацион птиц могут входить ягоды.
Птицы строят гнёзда в одиноко стоящих деревьях или кустарниках, либо на искусственных объектах, таких как телефонные столбы вблизи населённых пунктов. Кладка содержит от трёх до шести яиц. Выкармливанием занимаются оба родителя. Как и другие представители семейства, тиранны агрессивно защищают свои гнёзда.